# Батчер (остров)
Батчер (англ. Butcher Island — Остров мясника) — остров в Индийском океане в гавани Мумбаи (Индия).

## География
Остров расположен в штате Махараштра. Площадь острова составляет около 0,36 км². Поверхность острова ровная. Самая высокая точка на острове — 18 метров над уровнем моря. Он охватывает около 0,9 км с севера на юг и 0,7 км с востока на запад.

## Климат
Климат соответствует экваториальному. Среднегодовая температура составляет 26 °С. Самый тёплый месяц — апрель (30 °С), самый холодный — август (22 °С). Среднее количество осадков составляет 2412 мм в год. В июле выпадает в среднем 908 мм осадков, а в апреле всего 1 мм.

## Инфраструктура
Остров является запретной зоной, и большая часть его покрыта густой растительностью. Он расположен в 8,25 км от Ворот Индии.
На острове расположен нефтяной терминал, используемый администрацией порта для её разгрузки с нефтяных танкеров. Сырая нефть на острове находится в нефтяных хранилищах. С острова её отправляют в Вадалу (район Мумбаи), где она перерабатывается. Это позволяет сохранять город относительно безопасным от непредвиденных чрезвычайных ситуаций. Был объявлен тендер на разработку проекта и строительства второго нефтяного терминала. В настоящее время ведутся дноуглубительные работы для улучшения судоходных глубин залива и вокруг нового терминала.